# Romanów (gmina ZCZW)
Romanów (w 1919 alt. Romanowo) – dawna gmina wiejska funkcjonująca pod zwierzchnictwem polskim w latach 1919–1920 na obszarze tzw. administracyjnego okręgu mińskiego. Siedzibą władz gminy był Romanów.
Początkowo gmina należała do powiatu słuckiego w guberni mińskiej. 15 września 1919 roku gmina wraz z powiatem słuckim weszła w skład administrowanego przez Zarząd Cywilny Ziem Wschodnich okręgu mińskiego. Po wytyczeniu granicy wschodniej gmina znalazła się poza terytorium II Rzeczypospolitej.